# Elomya rubida
Elomya rubida là một loài ruồi trong họ Tachinidae.